# Pseudo-Blesius

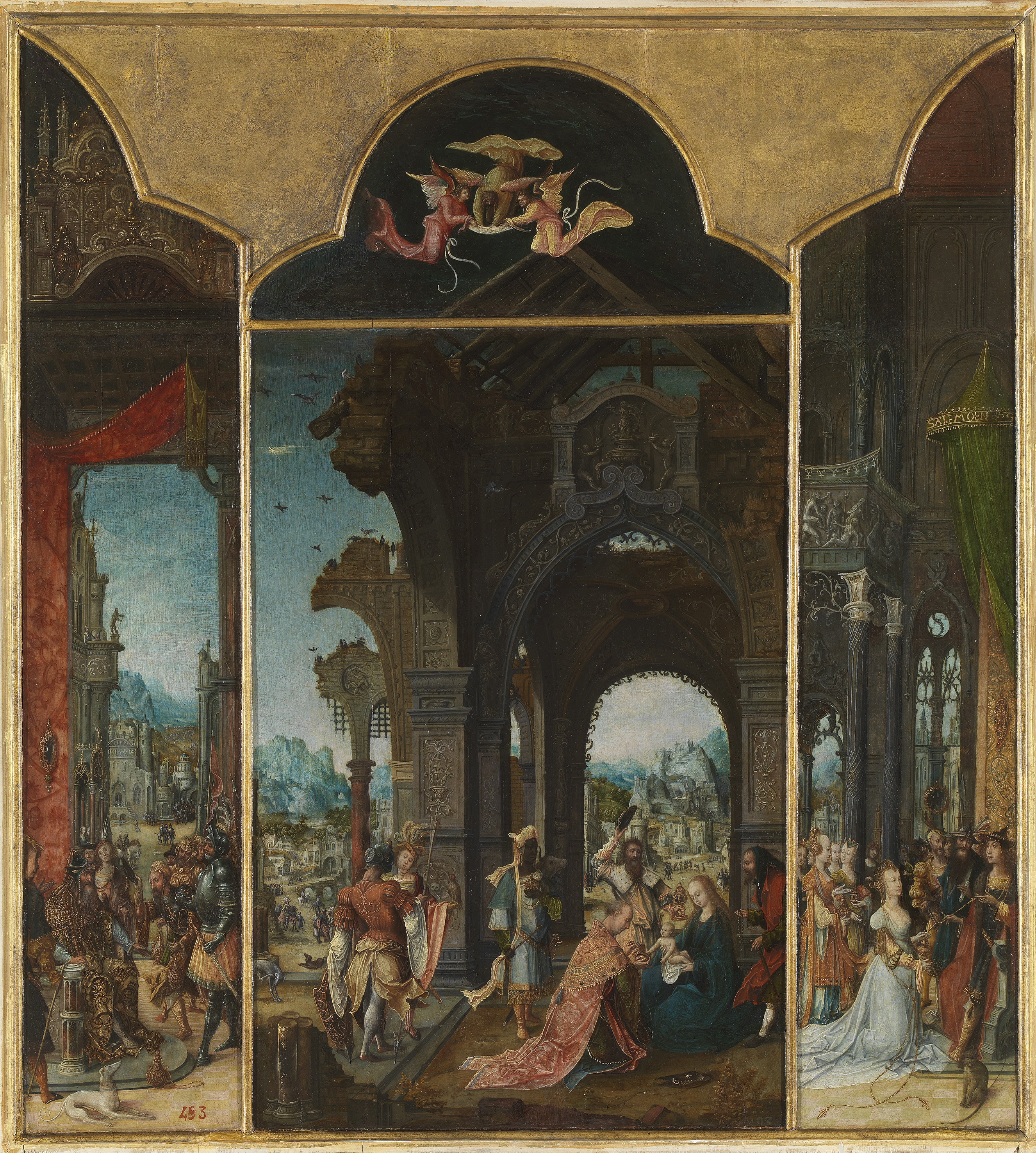
Tríptico de la Adoración de los Magos,(h. 1515), óleo sobre tabla, 58 x 54 cm, Madrid, Museo del Prado.

Pseudo-Blesius, también conocido como Pseudo Bles o Maestro de la Adoración de Múnich, es la denominación convencional por la que se conoce a un anónimo pintor flamenco, activo entre 1510 y 1520, autor de la tabla de la Adoración de los Magos de la Alte Pinakothek de Múnich firmada apócrifamente Hericus Blesius F.
La denominación fue propuesta por el historiador Max J. Friedländer para distinguir a su autor de Herri met de Bles, a quien anteriormente había estado atribuida la tabla.
Con la pintura de Múnich se han puesto en relación un número relativamente abundante de tablas, caracterizadas todas ellas por la común pertenencia a la escuela manierista de Amberes, la elegancia y alargamiento de las figuras, dibujadas con trazo firme, y los paisajes con ruinas, ricamente decoradas con motivos ornamentales renacentistas, como se advierte en la Degollación del Bautista de la Gemäldegalerie de Berlín, o en el tríptico de la Adoración de los Magos del Museo del Prado, con las historias de El rey David recibiendo a los emisarios de las doce tribus y La reina de Saba ante Salomón en las tablas laterales, prefiguras de la visita de los magos de Oriente al Niño recién nacido.